# Muzička akademija u Puli
Muzička akademija Sveučilišta Jurja Dobrile u Puli, visokoškolska glazbena ustanova u Puli, osnovana 1965. kao studij glazbenog odgoja na Pedagoškoj akademiji. Od 2006. djeluje kao sastavnica Sveučilišta Jurja Dobrile u Puli pod nazivom Odjel za glazbu, a 30. rujna 2014. odlukom sveučilišnog senata dobiva današnje ime.

## Povijest
Studij glazbenog odgoja pokrenut je četiri godine nakon osnivanja Pedagoške akademije u Puli, u razdoblju pokretanja novih studijskih programa na ovoj visokoškolskoj ustanovi. Od osnutka 1965. godine do 2006. godine djelovao je pod istim krovom, tj. Pedagoškom akademijom odnosno poslije Filozofskim fakultetom kao Odsjek glazbene pedagogije. Godine 1992. na odsjeku je uz studij glazbene pedagogije otvoren studij harmonike kao solističkog instrumenta, prvi takav fakultetski studij u ovom dijelu Europe. Udruživanjem Odsjeka glazbene pedagogije i Odsjeka za harmoniku stvoren je 2006. godine Odjel za glazbu. Sveučilišni senat donio je 30. rujna 2014. odluku kojom je Odjelu promijenjen naziv u Muzička akademija, a otvoren je i treći odsjek, Odsjek za solo pjevanje.

## Organizacija Akademije
Na Akademiji se izvode tri studijska programa organizirana na sljedećim odsjecima:
- Odsjek za glazbenu pedagogiju
- Odsjek za klasičnu harmoniku
- Odsjek za solo pjevanje.

Na Odsjeku za glazbenu pedagogiju izvodi se četverogodišnji preddiplomski i jednogodišnji diplomski studij glazbene pedagogije, na Odsjeku za klasične harmoniku izvodi se četverogodišnji preddiplomski i jednogodišnji diplomski studij klasične harmonike, dok se na Odsjeku za solo pjevanje izvodi od akademske godine 2014./2015. studij solo pjevanja.
Akademija je dobila dopusnicu za izvedbu studija klavira, a planira se i pokretanje dvopredmetnih studijskih programa koji su još u fazi pripreme: Glazbena pedagogija sa zborskim dirigiranjem, Glazbena teorija s kompozicijom i Glazbena pedagogija s glazbenom terapijom, a osim toga se planiraju pokrenuti i studij Klavira i studij Etnomuzikologije i Gudačkih odsjeka.

## Aktivnosti i međunarodna suradnja
Osim redovite predavačke djelatnosti na Akademiji važnu komponentu čine koncerti i javni nastupi. Redoviti koncerti održavaju se u Svečanoj dvorani Tone Peruška u zgradi Sveučilišta prema rasporedu akademske koncertne sezone, ali i na drugim koncertnim prostorima u Puli.
Osim na manifestacijama Sveučilišta, studenti sudjeluju na domaćim i međunarodnim natjecanjima. Često su gosti glazbenih tribina, festivala, seminara u zemlji i inozemstvu. Studenti imaju priliku nastupati i prezentirati svoje glazbeno-izvođačko umijeće kao solisti na harmonici i klaviru, kao članovi komornih sastava te kao članovi Sveučilišnog harmonikaškog orkestra i Sveučilišnog mješovitog pjevačkog zbora.
Nastavnici Muzičke akademije redom su sudionici znanstvenih skupova, glazbenih manifestacija, članovi su ocjenjivačkih sudova, priznati skladatelji i interpreti. Nastavnici ostvaruju intenzivnu suradnju s Muzičkom akademijom u Zagrebu.
Na Akademiji je u planu pokretanje novih studijskih programa za klavir, violinu, solo pjevanje, a vrlo vjerojatno u skoro vrijeme i studij violončela.
Proširena djelatnost Muzičke akademije ostvaruje se u sklopu Centra za glazbenu djelatnost (CGD) pri kojem je osnovan simfonijski orkestar, prvi od planiranih triju sveučilišnih ansambala.

## Vanjske poveznice
- mrežno mjesto Muzičke akademije u Puli  Arhivirana inačica izvorne stranice od 21. srpnja 2011. (Wayback Machine)